# Elizeusz García García
Eliseo García García (ur. 19 sierpnia 1907 w El Manzao, zm. 19 lub 20 listopada 1936 w Garraf) – hiszpański salezjanin, męczennik, błogosławiony Kościoła katolickiego.

## Życiorys
Eliseo García García urodził się 19 sierpnia 1907 roku w rodzinie rolniczej. W wieku 22 lat wstąpił do zgromadzenia salezjanów w Campello i w 1932 roku złożył śluby zakonne. Po wybuchu wojny domowej w Hiszpanii został aresztowany, a następnie stracony przez rozstrzelanie wraz z Alejandrem Planasem Saurí.
Beatyfikowany 11 marca 2001 roku przez papieża Jana Pawła II w grupie Józefa Aparicio Sanz i 232 towarzyszy.